# びしびしばしばしらんらんラジオ
びしびしばしばしらんらんラジオは、1987年10月12日から1998年4月2日まで中国放送（RCC）で放送されていた夜のラジオ番組。略して「びしばし」や「BBR」とも呼ばれた。

## 概要
パーソナリティは一文字弥太郎。出演者は一文字、大学生の番組スタッフ「らんらんスタッフ（ランスタ）」。高校生のリスナーを対象にした当初は半年限定のナイターオフ番組だったが放送は続き、10年を越える長寿番組となった。パーソナリティの一文字がプロレスのファンである為、ペンネームの代わりに「リング ネーム」を使用していた。エンディングはテーマ曲の最後に一文字が「ダァー!」と叫んで終了していた。
1990年代 前半はRCCラジオの平日帯 昼ワイド番組『なんでもジョッキー』にあやかり、「昼のなんジョ　夜のびしばし」と呼ばれた。
1998年4月に終了し、一文字はその後土曜の新番組『一文字弥太郎の週末ナチュラリスト』に移動。当初は夕方での放送だった番組は時間帯を朝に変えて継続。2022年に一文字が急逝するまで35年に渡りRCCラジオの顔を担い続けた。なお、『びしばし』の後番組は藤田弘之（『週末ナチュラリスト』にも出演）がパーソナリティの『ラジオチョモランマ』だったがこちらは短期間で終了している。

## 音楽
- リスナーから葉書を募集して、染谷俊が「落書」という曲を作った。
- 『DA.YO.NE』（EAST END×YURI）ブームの時は全国で発売した同曲の広島弁バージョンとして、一文字が作詞。ランスタの一人が唄ったシングルCD『HO.JA.NE』を発売した。

## 歴代コーナー
コーナー名の中には実際にはスポンサー名が入った物も多い
- ぱくぱくDJ
- トーナメント クイズ大会 - 生徒会長 対抗、クラブ長 対抗、新入生 対抗、大学受験生 対抗など
- らんらん恋の伝言板
- しまうまダービー
- あしたのデート代出します
- バスルームから愛を込めて
- 赤プリでクリスマス
- うだつのあがらない連盟
- 太田川企画株式会社
- ポストな気分で
- リカちゃんとあそぼう！
- 日本全国ホッテルめぐり
- 海パンマン参上
- 走れ高橋のナンパBreak the アイス
- ねえ高橋・教えて
- わたしが「Ｐ」したとき
- コールのコーナー
- どうだすごいだろう
- ブラッシングTODAY
- こんばんはナイスデイ
- 順子のカレッジソングをうたおう
- 順子の校歌をうたおう
- 愛があれば大丈夫
- ハガキングコング
- 青山一発の週刊読みきり一発マガジン
- あなたならどうする
- 今だから業界クン
- 損失補てん
- 長嶋ジュニア養成ギプス
- 今週のタイアップ
- 23時の課外授業 歴史篇「美術の北田先生」
- はじめてのSPF
- いい訳ないだろ
- びしばし仲間の伝言板 - NTT協賛の伝言ダイアルを使った1989年からのコーナー[5]
- 金田一チェック
- 恐怖の作詞塾（1990年4月から[6]） → びしばし作詞塾（ギャグ＆シリアス）
- ハガキングギドラ・ハガキングコング
- 101回目の骨折
- 電話番号記憶術
- 復讐リスト
- 俳句世界紀行
- 人類生態比較論
- 青春のざんげ
- WHO ARE YOU?
- 23時の課外活動・軽音「長原先生」
- After theカープ
- 小泉ニョロニョロのガラガラ声がやってくる
- 荒れてる小学生
- 不景気が続くぞ
- シーマのオーマイガー
- 23時の課外活動「安佐ZOO」
- BBRドラマシアター「カクテルハウス」 - 1992年の年頭に放送されたラジオドラマ
- ラブレター供養
- 替え歌 歌謡スタジアム
- I Love meの逆襲（ジーンズ他）
- 23時の課外授業「漫画の歴史」
- 理系文系比較論
- ディライトラブストーリー
- リセットボタン有限会社
- 激烈 大バカ野郎
- 国井隊長の歴史コーナー
- 愛と青春の物語
- ひとみの恋愛バトルトーク
- 未知との遭遇
- 明日のこころだー
- ここで一句
- 平成風紀委員会「すいかジュース」
- プププ・プロレスのコーナー
- 宮島チャチャチャのコーナー
- PS.I Love you
- 猫元先生のコーナー
- あなたの街のアジア大会
- ハガキ・ゴングショー
- らんスタ・ミッドナイトコール
- 効果音ください
- わたしだけの記念日
- あyearのago
- びしばし流 世論調査「ちょっとお時間いただけますか」
- わたしのダイアリー
- ボケとつっこみ
- ポップコーンをほおばって
- 著作権侵害
- はじめてのエルニーニョ
- 好き嫌い撲滅コーナー「納豆カレー」
- 磯野家に負けるな
- 平成風紀委員会「自動販売機」
- 4センテンスポエム
- ダンサクのツアー調査コーナー
- 英語のかんづめ
- 笑っていいともこ
- わたしの懸賞
- うわさでマンボ
- 今週のあなた
- すべての恋に感謝しな
- わたしだけの記念日
- 由紀のHow to take theライセンス
- ぶらり話題の散歩道 （1990年1月から。女性の女性による女性のための、ブラジャー話のコーナー。女性らんらんスタッフの経験談も交えていた[7]。）
- ああいえば川柳、こういえば一流
- プラナリアの部屋
- 明日のデート代出します
- ザ・弥太コップ （推理ドラマ）[5]
- ドクターたかことナースひとみの秘密の診察室 （1989年。リスナーからの体の悩みに応える）[5]
- あなたの結婚キンコンカン （1989年。中高生の結婚観をはがきで募集）[5]
- ハガキ読み合うも多少の縁
  - （1989年。「浜村先生」らのスタッフらが外に出掛け、街で出会った人や農作業中の人などにはがきを読んでもらい、その反応を見る。スタッフ内ではこれを「地道な布教活動」と呼んでいた[5]。）
- N氏を捜せ
  - （1989年。「一文字氏が師と仰ぐ広島の有名タレント“N氏”が女性を連れてラーメン屋に出没する」という内容のはがきが届いたのがきっかけで始まった企画。そのN氏の行動を観察チェックして報告してもらっていた[8]。）
- 現代用語の五段活用〜ムイミダス （1989年10月から）[8]
- びっくりした名ー、もう （1989年10月から。有名人の名前に引っ掛けたダジャレ、ギャグネタ紹介[9]）
- ひとみの恋愛ぶっちぎり相談 （1989年10月から。一文字とひとみが男女それぞれの立場からリスナーの恋の悩みに答える。はがきの内容によってはひとみが暴走することもあった[9]。）
- 走れ高橋にささげる福山レポート （1990年1月から。スタッフ「走れ高橋」による地元福山市のPRコーナー。放送曜日、時間とも不定だった[10]）
- 中国放送くんからのお便り[7]
- こんな恋がしてみたい （1989年。リスナーからの身近な恋の物語を募集[11]）
- ワンフレーム・ストーリー （1990年1月から。SF、時代劇など設定も幅広く、ショートストーリーを募集して大人の会話を追求する[11]。）
- 童謡 替え歌道場 （1990年4月から）[6]
- バンド広辞苑 （1990年4月から）[6]
- りえのぶっとび語録 （1990年4月から）[6]
- ベルリンの壁 （1990年4月から）[6]
- 記者ポッポ （1990年4月から）[6]
- びしばしファミリーにささげるハートアタック大作戦 （1990年4月から）[6]
- ねえOLさん教えて （1990年4月から）[6]

## グッズ
- ステッカー
- びしばしトランプ
- 服袋 - 紙製のコメ袋に似た形状で、表面には一文字を怪獣に見立てた「ヤタゴン」のイラストが描かれている
- 西村グッズ（びしばしウィークリー）- リング ネーム「コンバース西村」[注釈 2]が番組の内容を1週間分をまとめて、タブロイド新聞 形式で番組に投稿。後に番組側で製本されグッズ化された[12]。

## 現在に残した影響
当時のランスタの中には大学卒業後、フリータレントとして活動し、現在でも活躍している人は多い。また、当時のリスナーの中にも広島の放送業界に入った人もいる。

### 当時ランスタで現在もテレビ・ラジオに出演した人
- 兼永みのり - 中国放送（RCCラジオ）「恋するメロディ 君と僕とのミュージックボックス」・広島テレビ放送「てっぺん!」に出演中。
- 栗栖美和 - 中国放送（RCCラジオ）「本名正憲のきょうもゴゴイチ」（火曜日）に出演していた。
- 木村実帆 - 中国放送「広島サッカー向上委員会」に出演していた。
- 桜井弘規 - 中国放送に社員として入社後、時期によりアナウンサーや営業職。
- 兼森一将 - 学生の時は「はまむらじゅん」として出演。大学卒業後旅行会社に就職したが2006年に退職、現在は「旅の達人 別館 〜こちら兼ちゃんトラベル〜」に出演中。

## 放送曜日及び日時
長い放送期間の中で放送時間及び曜日は何度も移動している。
- 1987年10月 - 1988年3月：月曜日 - 金曜日　20:00 - 21:54
- 1988年3月 - 1993年3月：火曜日 - 金曜日　21:00 - 22:54
- 1993年4月 - 1994年3月：火曜日 - 金曜日　22:00 - 23:54
- 1994年4月 - 1996年9月：火曜日 - 金曜日　21:00 - 23:59
- 1996年10月 - 1997年3月：月曜日 - 木曜日　21:00 - 22:59
- 1997年4月 - 1997年10月：火曜日 - 金曜日　21:00 - 23:44
- 1997年10月 - 1998年3月：火曜日 - 金曜日　21:00 - 22:54[13]

末期は「22時53分57秒までの生放送です」（1997年10月 - 1998年3月）と事細かく放送時間を案内することが多かった。